# Francisca Alegría
Francisca Andrea Alegría Zenteno, més coneguda com a Francisca Alegría   (Viña del Mar, 29 de juliol de 1985), és una guionista, directora de cinema i muntadora xilena.

## Trajectòria
Nascuda i criada a Xile, va decidir estudiar Direcció Audiovisual a la Pontifícia Universitat Catòlica de Xile. Va fer un intercanvi acadèmic a la Universitat de Colúmbia, ubicada a Nova York. Allà, va endinsar-se en el cinema experimental i, motivada per això, va escriure i dirigir el curt Of Her I Sing, produït per Paul Portuges. El mateix any, el 2010, va rebre un premi Corwin pel guió del llargmetratge Dirt in the Mouth. Novament al país natal, va ser guionista i directora del curtmetratge Sobre la mesa, el seu treball de fi de grau, que va integrar-se en el catàleg de diversos festivals cinematogràfics internacionals i va competir en el Festival Internacional de Cinema de Valdivia, el més prestigiós de Xile.
Més tard, el 2011, va ser seleccionada per al Campus de Talent de Buenos Aires i va fer un videoclip per a la cèlebre cantant pop Francisca Venezuela. L'any següent, va entrar al màster de Belles Arts en guió i direcció de la mateixa Universitat de Colúmbia. Se'n va graduar el maig del 2016 amb Y todo el cielo cupo en el ojo de la vaca muerta com a projecte final, mentoritzada per Eric Mendelsohn.
El 2017, la seva obra Y todo el cielo cupo en el ojo de la vaca muerta va rebre el premi del jurat al millor curtmetratge al Festival de Cinema de Sundance. La realitzadora Shirley Kurata, en comunicar-li la decisió del jurat del qual formava part, va encoratjar-la a llançar-se a la direcció d'un llargmetratge. Cinc anys més tard, el 2022, presentaria la seva opera prima al mateix festival, titulada La vaca que cantó una canción hacia el futuro. El primer curtmetratge esmentat també li va merèixer el premi al millor curtmetratge llatinoamericà del Festival de Cinema de Miami i va ser seleccionat per a altres festivals, com ara el de Telluride, el de Toronto i el de Nova York.

## Vida personal
És la parella sentimental de l'actriu Fernanda Urrejola, cosa que van fer públic el 2020 a través d'una publicació a Instagram. L'any següent, en el programa de televisió De tú a tú, van declarar que s'havien compromès. Actualment, viuen juntes a la ciutat estatunidenca de Los Angeles.

## Filmografia
| Any        | Títol                                            | Ref.  |
| ---------- | ------------------------------------------------ | ----- |
| 2010       | Of Her I Sing                                    | [ 3 ] |
| 2010       | Dirt in the Mouth                                | [ 3 ] |
| 2010       | Sobre la mesa                                    | [ 6 ] |
| 2015       | Agua en la boca                                  | [ 6 ] |
| 2017       | Y todo el cielo cupo en el ojo de la vaca muerta | [ 4 ] |
| 2021       | El arrullo de la bestia                          | [ 7 ] |
| 2022       | La vaca que cantó una canción hacia el futuro    | [ 4 ] |
| A anunciar | Alba                                             | [ 8 ] |

| Any        | Títol                    | Ref.  |
| ---------- | ------------------------ | ----- |
| A anunciar | La casa de los espíritus | [ 2 ] |

| Any  | Títol         | Artista              | Ref.  |
| ---- | ------------- | -------------------- | ----- |
| 2011 | En mi memoria | Francisca Valenzuela | [ 6 ] |